# IFBB Mr. America
IFBB Mr. America era un concorso di culturismo organizzato dalla International Federation of BodyBuilders (IFBB).  Si è tenuto per la prima volta nel 1949 in diretta competizione con il concorso AAU Mr. America. Dopo un evento tenuto nel 1949, il concorso ritornò regolarmente dal 1959 in poi.
Il concorso divenne un appuntamento annuale sino al 1977 quando passò in mano alla National Physique Committee (NPC) e fu ribattezzato NPC National Bodybuilding Championships.

## Albo d'oro
| Anno | Vincitore       |
| ---- | --------------- |
| 1947 | Steve Reeves    |
| 1949 | Alan Stephan    |
| 1959 | Chuck Sipes     |
| 1960 | Gene Shuey      |
| 1961 | Gaétan D'Amours |
| 1962 | Larry Scott     |
| 1963 | Reg Lewis       |
| 1964 | Harold Poole    |
| 1965 | Dave Draper     |
| 1966 | Chester Yorton  |
| 1967 | Don Howorth     |
| 1968 | Frank Zane      |
| 1969 | John DeCola     |
| 1970 | Mike Katz       |
| 1971 | Ken Waller      |
| 1972 | Ed Corney       |
| 1973 | Lou Ferrigno    |
| 1974 | Bob Birdsong    |
| 1975 | Robby Robinson  |
| 1976 | Mike Mentzer    |
| 1977 | Danny Padilla   |